# Phare de Plumb Point
Le phare de Plumb Point est un phare situé sur le tombolo de Palisadoes (en) dans la Paroisse de Saint Andrew (Comté de Surrey), en Jamaïque.
Ce phare est géré par l'Autorité portuaire de la Jamaïque , une agence du Ministère des Transports .
Ce phare est inscrit à la liste des sites du patrimoine national en Jamaïque par le Jamaica National Heritage Trust (en).

## Description
Palisadoes est une étroite péninsule qui relie Port Royal au continent. Le phare, construit en 1853, est l'un des phares d'atterrissage du port de Kingston Harbour, au sud-est de l'île. Il n'a pas souffert durant le tremblement de terre de 1907.
C'est une tour conique en pierre et en fonte ,avec galerie et lanterne, de 21 m de haut. La tour est peinte en blanc et le dôme de la lanterne est gris. L'ensemble de la station de signalisation se trouve sur la zone historique protégée de Port Royal que le gouvernement jamaïcain espère développer en tant qu'attraction touristique. Elle est située à environ 8 km à l'entrée est du port, près de l'Aéroport international Norman-Manley de Kingston.
Le phare émet, à une hauteur focale de 21 m, alternativement un éclat blanc et rougetoutes les 9 secondes. Sa portée nominale est de 25 milles nautiques (environ 46 km).
Identifiant : ARLHS : JAM-005 - Amirauté : J5294 - NGA : 13908.

## caractéristique duFeu maritime
Fréquence : 9 secondes (alternativement W-R)
- Lumière : 1.5 secondes
- Obscurité : 7.5 secondes

|            |
| La station |

|            |
| L'aéroport |

### Lien connexe
- Liste des phares à la Jamaïque